# Hallescher Fußball-Club 2020-2021
Questa voce raccoglie le informazioni riguardanti l'Hallescher Fußball-Club nelle competizioni ufficiali della stagione 2020-2021.

## Stagione
Nella stagione 2020-2021 l'Hallescher, allenato da Florian Schnorrenberg, concluse il campionato di 3. Liga al 9º posto.

## Rosa
| N. |                        | Ruolo | Calciatore            |
| -- | ---------------------- | ----- | --------------------- |
| 1  | Germania (bandiera)    | P     | Kai Eisele            |
| 1  | Germania (bandiera)    | P     | Sven Müller           |
| 2  | Germania (bandiera)    | D     | Tobias Schilk         |
| 3  | Germania (bandiera)    | D     | Niklas Kastenhofer    |
| 4  | Germania (bandiera)    | D     | Anthony Syhre         |
| 5  | Germania (bandiera)    | D     | Jannes Vollert        |
| 6  | Germania (bandiera)    | A     | Toni Lindenhahn       |
| 7  | Germania (bandiera)    | A     | Julian Derstroff      |
| 8  | Germania (bandiera)    | C     | Antonios Papadopoulos |
| 10 | Germania (bandiera)    | C     | Michael Eberwein      |
| 11 | Germania (bandiera)    | C     | Jan Shcherbakovski    |
| 13 | Stati Uniti (bandiera) | A     | Terrence Boyd         |
| 15 | Germania (bandiera)    | A     | Tom Bierschenk        |
| 16 | Germania (bandiera)    | A     | Dennis Mast           |

| N. |                     | Ruolo | Calciatore           |
| -- | ------------------- | ----- | -------------------- |
| 18 | Germania (bandiera) | P     | Tim Schreiber        |
| 19 | Germania (bandiera) | C     | Laurenz Dehl         |
| 21 | Germania (bandiera) | D     | Fabian Menig         |
| 22 | Germania (bandiera) | D     | Janek Sternberg      |
| 23 | Austria (bandiera)  | D     | Stipe Vučur          |
| 24 | Germania (bandiera) | C     | Julian Guttau        |
| 25 | Germania (bandiera) | D     | Sören Reddemann      |
| 26 | Germania (bandiera) | C     | Marcel Titsch-Rivero |
| 28 | Ghana (bandiera)    | A     | Braydon Manu         |
| 29 | Germania (bandiera) | D     | Lukas Boeder         |
| 31 | Germania (bandiera) | D     | Niklas Landgraf      |
| 32 | Germania (bandiera) | P     | Tom Müller           |
| 33 | Germania (bandiera) | A     | Jonas Nietfeld       |

## Organigramma societario
Area tecnica
- Allenatore: Florian Schnorrenberg
- Allenatore in seconda: Daniel Ziebig
- Preparatore dei portieri: Marian Unger
- Preparatori atletici: Ken Kaiser

## Calciomercato

### Sessione estiva
| Acquisti | Acquisti                   | Acquisti          | Acquisti |
| R.       | Nome                       | da                | Modalità |
| -------- | -------------------------- | ----------------- | -------- |
| D        | Stipe Vučur                | Sconosciuta       |          |
| C        | Michael Eberwein           | Holstein Kiel     |          |
| P        | Sven Müller                | Karlsruhe         |          |
| A        | Julian Derstroff           | Jahn Ratisbona    |          |
| A        | Selim Gündüz               | Uerdingen 05      |          |
| C        | Laurenz Dehl               | Union Berlino     |          |
| D        | Fabian Menig               | Admira Wacker M.  |          |
| D        | Sören Reddemann            | Chemnitz          |          |
| A        | Ishmael Schubert-Abubakari | Lokomotive Lipsia |          |
| C        | Marcel Titsch-Rivero       | Wehen Wiesbaden   |          |

| Cessioni | Cessioni                   | Cessioni             | Cessioni |
| R.       | Nome                       | a                    | Modalità |
| -------- | -------------------------- | -------------------- | -------- |
| D        | Nick Galle                 | Alemannia Aquisgrana |          |
| A        | Mathias Fetsch             | Kickers Offenbach    |          |
| A        | Ishmael Schubert-Abubakari | TVD Velbert          |          |
| A        | Pascal Sohm                | Dinamo Dresda        |          |
| A        | Florian Hansch             | Sandhausen           |          |
| A        | Marcel Hilßner             | Paderborn            |          |
| A        | Felix Drinkuth             | Paderborn            |          |

### Sessione invernale
| Acquisti | Acquisti      | Acquisti  | Acquisti |
| R.       | Nome          | da        | Modalità |
| -------- | ------------- | --------- | -------- |
| P        | Tim Schreiber | RB Lipsia |          |
| A        | Braydon Manu  | Darmstadt |          |

| Cessioni | Cessioni | Cessioni | Cessioni |
| R.       | Nome     | a        | Modalità |
| -------- | -------- | -------- | -------- |

## Risultati

### 3. Liga

#### Girone di andata
| Arbitro: | Exner |

|  |           |                                  |
|  | Marcatori | 22’ (aut.) Gjasula 43’ Derstroff |

| Arbitro: | Oldhafer |

|  |           |                       |
|  | Marcatori | 55’ Gaus 68’ Kutschke |

| Arbitro: | Osmanagic |

|                                                |           |  |
| Deville 2’, 60’ Vollert 27’ (aut.) Mendler 71’ | Marcatori |  |

| Arbitro: | Bokop |

|  |           |                       |
|  | Marcatori | 39’ Wolfram 57’ König |

| Duisburg 17 novembre 2020, ore 19:00 CET 5ª giornata | Duisburg   | 0 – 0 referto | Hallescher | Schauinsland-Reisen-Arena (0 spett.)\| Arbitro: \| Schwengers \| |
| Arbitro:                                             | Schwengers |               |            |                                                                  |

| Arbitro: | Speckner |

|                                             |           |              |
| Dehl 11’ Vollert 25’ Derstroff 50’ Boyd 80’ | Marcatori | 13’ Tankulić |

| Arbitro: | Glaser |

|                         |           |                              |
| Röser 11’ Benyamina 82’ | Marcatori | 62’ Boyd 65’ Dehl 90’ Guttau |

| Arbitro: | Stegemann |

|               |           |  |
| Boyd 34’, 53’ | Marcatori |  |

| Arbitro: | Bauer |

|                                                   |           |          |
| Dressel 41’, 45’, 56’, 71’ Mölders 58’ Tallig 79’ | Marcatori | 63’ Boyd |

| Arbitro: | Günsch |

|          |           |              |
| Boyd 25’ | Marcatori | 51’ Vollmann |

| Arbitro: | Benen |

|                  |           |             |
| Papadopoulos 53’ | Marcatori | 12’ Redondo |

| Arbitro: | Müller |

|  |           |              |
|  | Marcatori | 58’ Eberwein |

| Arbitro: | Weickenmeier |

|                      |           |  |
| Boyd 69’, 82’ (rig.) | Marcatori |  |

| Arbitro: | Glaser |

|                                              |           |                    |
| Pernot 3’ Stöckner 6’ Rabihic 60’ Janjić 64’ | Marcatori | 44’ Boyd 83’ Vučur |

| Arbitro: | Heft |

|              |           |                                    |
| Derstroff 7’ | Marcatori | 26’ Stark 45’ Becker 90’ Weihrauch |

| Arbitro: | Osmanagic |

|  |           |                                 |
|  | Marcatori | 12’, 60’ Derstroff 15’ Eberwein |

| Halle 20 gennaio 2021, ore 19:00 CET 17ª giornata | Hallescher | 0 – 0 referto | Waldhof Mannheim | Erdgas Sportpark (0 spett.)\| Arbitro: \| Winter \| |
| Arbitro:                                          | Winter     |               |                  |                                                     |

| Arbitro: | Benen |

|            |           |               |
| Malone 89’ | Marcatori | 44’ Derstroff |

| Arbitro: | Weickenmeier |

|  |           |                                    |
|  | Marcatori | 9’, 72’ Jastremski 41’, 51’ Zaiser |

#### Girone di ritorno
| Arbitro: | Thomsen |

|          |           |  |
| Boyd 90’ | Marcatori |  |

| Arbitro: | Fritsch |

|                     |           |                 |
| Kutschke 43’ (rig.) | Marcatori | 51’ (rig.) Boyd |

| Arbitro: | Schultes |

|              |           |                     |
| Nietfeld 73’ | Marcatori | 44’ Günther-Schmidt |

| Arbitro: | Greif |

|                      |           |                          |
| König 19’ Starke 28’ | Marcatori | 10’ Manu 53’ (rig.) Boyd |

| Arbitro: | Benen |

|                    |           |                |
| Shcherbakovski 33’ | Marcatori | 52’ Bouhaddouz |

| Arbitro: | Burda |

|                    |           |              |
| Amin 10’ Boere 71’ | Marcatori | 44’ Eberwein |

| Arbitro: | Bokop |

|                        |           |           |
| Boyd 44’ Derstroff 50’ | Marcatori | 71’ Ramaj |

| Arbitro: | Erbst |

|                                                 |           |  |
| Anspach 12’ Stroh-Engel 76’ (rig.) Heinrich 85’ | Marcatori |  |

| Arbitro: | Stegemann |

|  |           |                                                |
|  | Marcatori | 1’ Staude 37’ Biankadi 45’ Dressel 64’ Mölders |

| Arbitro: | Müller |

|            |           |  |
| Verhoek 7’ | Marcatori |  |

| Arbitro: | Bacher |

|                                  |           |          |
| Pourié 28’ Kraus 81’ Hercher 90’ | Marcatori | 63’ Boyd |

| Arbitro: | Gräfe |

|                    |           |                |
| Vučur 89’ Boyd 90’ | Marcatori | 61’ Feigenspan |

| Arbitro: | Greif |

|                           |           |  |
| Wunderlich 33’ Handle 58’ | Marcatori |  |

| Arbitro: | Benen |

|          |           |              |
| Manu 16’ | Marcatori | 72’ Stöckner |

| Arbitro: | Burda |

|  |           |                                        |
|  | Marcatori | 27’ Papadopoulos 62’ Eberwein 78’ Manu |

| Arbitro: | Koslowski |

|                                                 |           |               |
| Papadopoulos 8’ Vučur 60’ Eberwein 65’ Boyd 82’ | Marcatori | 31’ Slišković |

| Arbitro: | Braun |

|                               |           |                      |
| Martinovic 17’, 25’ Russo 22’ | Marcatori | 35’ Vollert 38’ Dehl |

| Arbitro: | Exner |

|                                          |           |  |
| Eberwein 21’ Derstroff 22’ Boyd 60’, 64’ | Marcatori |  |

| Arbitro: | Jöllenbeck |

|  |           |         |
|  | Marcatori | 1’ Manu |

## Statistiche

### Statistiche di squadra
| Competizione | Punti | In casa | In casa | In casa | In casa | In casa | In casa | In trasferta | In trasferta | In trasferta | In trasferta | In trasferta | In trasferta | Totale | Totale | Totale | Totale | Totale | Totale | DR |
| Competizione | Punti | G       | V       | N       | P       | Gf      | Gs      | G            | V            | N            | P            | Gf           | Gs           | G      | V      | N      | P      | Gf     | Gs     | DR |
| ------------ | ----- | ------- | ------- | ------- | ------- | ------- | ------- | ------------ | ------------ | ------------ | ------------ | ------------ | ------------ | ------ | ------ | ------ | ------ | ------ | ------ | -- |
| 3. Liga      | 52    | 19      | 8       | 6       | 5       | 27      | 24      | 19           | 6            | 4            | 9            | 24           | 34           | 38     | 14     | 10     | 14     | 51     | 58     | -7 |
| Totale       | 52    | 19      | 8       | 6       | 5       | 27      | 24      | 19           | 6            | 4            | 9            | 24           | 34           | 38     | 14     | 10     | 14     | 51     | 58     | -7 |

### Andamento in campionato
| Giornata  | 1 | 2  | 3  | 4  | 5  | 6  | 7  | 8 | 9 | 10 | 11 | 12 | 13 | 14 | 15 | 16 | 17 | 18 | 19 | 20 | 21 | 22 | 23 | 24 | 25 | 26 | 27 | 28 | 29 | 30 | 31 | 32 | 33 | 34 | 35 | 36 | 37 | 38 |
| --------- | - | -- | -- | -- | -- | -- | -- | - | - | -- | -- | -- | -- | -- | -- | -- | -- | -- | -- | -- | -- | -- | -- | -- | -- | -- | -- | -- | -- | -- | -- | -- | -- | -- | -- | -- | -- | -- |
| Luogo     | T | C  | T  | C  | T  | C  | T  | C | T | C  | C  | T  | C  | T  | C  | T  | C  | T  | C  | C  | T  | C  | T  | C  | T  | C  | T  | C  | T  | T  | C  | T  | C  | T  | C  | T  | C  | T  |
| Risultato | V | P  | P  | P  | N  | V  | V  | V | P | N  | N  | V  | V  | P  | P  | V  | N  | N  | P  | V  | N  | N  | N  | N  | P  | V  | P  | P  | P  | P  | V  | P  | N  | V  | V  | P  | V  | V  |
| Posizione | 3 | 11 | 15 | 15 | 15 | 13 | 10 | 8 | 9 | 11 | 11 | 10 | 7  | 10 | 12 | 7  | 9  | 9  | 10 | 8  | 9  | 11 | 11 | 11 | 11 | 9  | 10 | 11 | 11 | 13 | 12 | 12 | 13 | 12 | 11 | 12 | 11 | 9  |

Legenda:

Luogo: C = Casa; T = Trasferta. Risultato: V = Vittoria; N = Pareggio; P = Sconfitta.

### Statistiche dei giocatori
| T. Bierschenk     | 1  | 0  | 0 | 0 |
| L. Boeder         | 31 | 0  | 2 | 0 |
| T. Boyd           | 35 | 18 | 5 | 0 |
| L. Dehl           | 22 | 3  | 3 | 1 |
| J. Derstroff      | 36 | 8  | 3 | 0 |
| M. Eberwein       | 36 | 6  | 5 | 0 |
| K. Eisele         | 11 | 0  | 0 | 0 |
| J. Guttau         | 26 | 1  | 4 | 0 |
| S. Gündüz         | 4  | 0  | 1 | 1 |
| N. Kastenhofer    | 7  | 0  | 0 | 1 |
| N. Landgraf       | 31 | 0  | 7 | 0 |
| T. Lindenhahn     | 13 | 0  | 3 | 0 |
| B. Manu           | 18 | 4  | 1 | 0 |
| D. Mast           | 14 | 0  | 0 | 0 |
| F. Menig          | 9  | 0  | 2 | 0 |
| S. Müller         | 25 | 0  | 0 | 0 |
| T. Müller         | 0  | 0  | 0 | 0 |
| J. Nietfeld       | 36 | 1  | 9 | 0 |
| A. Papadopoulos   | 35 | 3  | 4 | 1 |
| S. Reddemann      | 35 | 0  | 3 | 0 |
| T. Schilk         | 0  | 0  | 0 | 0 |
| T. Schreiber      | 2  | 0  | 0 | 0 |
| J. Shcherbakovski | 10 | 1  | 1 | 0 |
| J. Sternberg      | 32 | 0  | 3 | 0 |
| A. Syhre          | 9  | 0  | 0 | 0 |
| M. Titsch-Rivero  | 26 | 0  | 5 | 1 |
| J. Vollert        | 20 | 2  | 2 | 0 |
| S. Vučur          | 32 | 3  | 5 | 0 |